# Vârfuri
Vârfuri es una comuna ubicada en el distrito de Dâmbovița, Rumania.

## Superficie
Posee una superficie de 22,06 kilómetros cuadrados.

## Demografía
Hasta 2021 la población era de 1742 habitantes, con una densidad de población de 78,97 habitantes por kilómetro cuadrado.